# Kugelblitz (astrophysique)
Pour les articles homonymes, voir Kugelblitz.
En physique théorique, un kugelblitz (mot allemand pour foudre en boule) est une concentration si intense de lumière, chaleur ou radiation que cette dernière forme un horizon des événements et s'emprisonne. 

## Théorie physique
Selon la relativité générale, si une quantité suffisante de radiation occupe une région, la concentration d'énergie impliquée peut y déformer l'espace-temps pour en faire un trou noir. À la différence des trous noirs « conventionnels », celui-ci serait ainsi créé à partir d'énergie sous forme de lumière et non de matière. Selon l'interprétation d'Einstein, une fois l'horizon des événements formé, la différence d'origine n'a pas d'importance. 
Le concept est abordé notamment par John Wheeler en 1955 dans la revue Geons.

## Dans la fiction
- Le kugelblitz est un élément clé du roman Les Annales des Heechees de Frederik Pohl, publié en 1987, quatrième volume du cycle de la Grande Porte. Dans ce roman, une très ancienne civilisation extraterrestre extrêmement avancée et puissante a créé des kugelblitz à proximité de chaque galaxie de l'univers dans des buts d'observation et de surveillance du devenir de l'univers et de détection des civilisations intelligentes émergentes.
- Dans la saison 3 de la série Umbrella Academy, un paradoxe temporel génère un kugelblitz, élément apocalyptique central de cette saison.
- Dans Game of Roles Galaxies saison 1, lors d'un long voyage de six mois, les joueurs font leur première escale après deux mois à proximité d'un kugelblitz.